# Johan (trovador)
Johan es un juglar leonés del siglo XIV perteneciente a la última época de la lírica gallego-portuguesa.

## Biografía
No se conservan datos biográficos de él. Por su obra se sabe que es de León (o cuanto menos que vivió allí), estuvo activo en la corte del rey Don Dinís, posteriormente es posible que siguiese activo en la corte de Alfonso IV o en la del conde de Barcelos.

## Obra
Se conserva 2 obras, un planto a Don Dinis y una cantiga de loor a Alfonso IV. Esta cantiga de loor es una de las últimas composiciones en gallego-portugués que se conservan, estaría fechada hacia 1340.